# Half Nelson (serie televisiva)
Half Nelson è una serie televisiva statunitense in 6 episodi trasmessi per la prima volta nel corso di una sola stagione nel 1985. È una commedia investigativa incentrata sulle vicende dell'investigatore Rocky Nelson, interpretato da Joe Pesci.

## Trama
Rocky Nelson, un attore fallito dalla corporatura minuta, è un investigatore privato di Beverly Hills che lavora per i ricchi personaggi della zona ed è assistito dalla segretaria Annie O'Hara e da Beau e Kurt. Approfittando della sua professione, che gli consente di avere rapporti in prima persona con diverse personalità dello show business, Rocky tenta di tanto in tanto entrare nel mondo dello spettacolo. Uno dei suoi clienti, e confidenti, è Dean Martin (che interpreta se stesso).

## Personaggi ed interpreti
- Rocky Nelson (6 episodi, 1985), interpretato da Joe Pesci.
- Beau (6 episodi, 1985), interpretato da Dick Butkus.
- Kurt (6 episodi, 1985), interpretato da Bubba Smith.
- Detective Hamill (6 episodi, 1985), interpretato da Gary Grubbs.
- Chester Long (6 episodi, 1985), interpretato da Fred Williamson.
- Annie O'Hara (6 episodi, 1985), interpretata da Victoria Jackson.
- Se stesso (6 episodi, 1985), interpretato da Dean Martin.
- Cantante (5 episodi, 1985), interpretata da Deborah Ludwig Davis.

## Produzione
La serie fu prodotta da 20th Century Fox Television e Glen A. Larson Productions. Le musiche furono composte da Stu Phillips.

## Distribuzione
La serie fu trasmessa negli Stati Uniti dal 24 marzo 1985 (pilot) e dal 29 marzo 1985 (primo episodio) al 10 maggio 1985 sulla rete televisiva NBC.

## Episodi
| Stagione       | Episodi | Prima TV USA |
| -------------- | ------- | ------------ |
| Prima stagione | 6+1     | 1985         |